# جان رابرتسون (بازیکن فوتبال، زاده ۲۰۰۱)
جان رابرتسون (انگلیسی: John Robertson؛ زادهٔ ۲۶ اوت ۲۰۰۱) بازیکن فوتبال اهل اسکاتلند است.